# Vector Markup Language

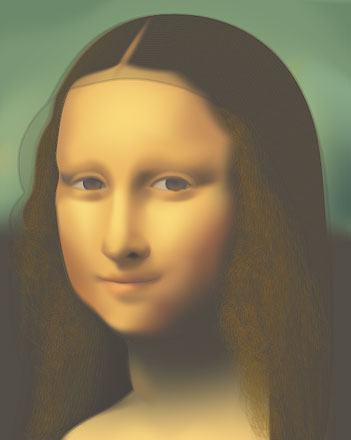
Ritratto sviluppato con codice VML: [http://www.svg-vml.net/Joconde.htm La Gioconda in VML (33Kb)

Vector Markup Language (VML) è un linguaggio XML aperto, destinato alla creazione di grafica vettoriale elaborate in 2D o 3D (statiche o animate) sulle pagine Web.

## Storica
VML fu sottoposto come proposta di standard al W3C nel 1998, per Autodesk, Hewlett-Packard, Macromedia, Microsoft e Visio, ma si trovù in concorrenza con il PGML proposto da Adobe systems e Sun Microsystems. Dopo un lungo esame, il W3C decide di abbinare questi due formati, dando vita al formato SVG.
VML è introdotto in Internet Explorer, Microsoft Office e Silverlight. Fa parte della specificazione OOXML, dove viene definito in complemento di DrawingML.

## Utilizzo del formato sul Web
Il linguaggio VML può integrarsi sia direttamente nel codice HTML, sia tramite l'elemento v:vmlframe legato ad un o più file XML. Questo elemento permette di sistemare le immagini vettoriali in modo analogo alle immagini bitmap. L'uso degli attributi width e height permette d'ingrandire o di ridurre le immagini senza perdita di qualità. È possibile applicare numerosi effetti di filtro sulle immagini che possono essere ugualmente messe nel sotto-elemento v:fill e prendere effetto degli attributi di colore e digradati, con utilizzo del canale alpha per la trasparenza. Esistono tre tipi di digradati da VML: gradient (lineare),
gradientRadial e gradientTitle (con focus variabile). L'extrusion 3D permette la messa in rilievo di ogni elemento VML: gli effetti di luce apportando profondità e realismo alle grafica.
VML è un linguaggio che permette realizzazioni complesse su file di formato XML. VML è maneggiabile con JavaScript o JScript e più comodamente con HTML + TIME per le animazioni.
Google Maps utilizza attualmente VML per il reso vettoriale con Internet Explorer, e SVG per i navigatori che lo supportano.

## Esempi di codice

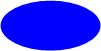
Risultato del codice esemplificativo

Il codice VML seguente integrato nel codice HTML mostra una semplice ellisse Archiviato il 12 dicembre 2009 in Internet Archive.:  
```
<html
 
xmlns:v
>

<style>
v\:*{behavior:url(#default#VML);position:absolute}
</style>

<body>

<v:oval
 
style=
"left:0;top:0;width:100;height:50"
 
fillcolor=
"blue"
 
stroked=
"f"
/>

</body>

</html>

```

Le regole CSS sono utilizzate per i posizionamenti, la formattazione del testo, le dimensioni e i filtri quando essi possono essere applicati.
La creazione di oggetti “modello” e la loro duplicazione si effettua tramite l'elemento v:shapetype per ogni forma vettoriale, e l'elemento v:vmlframe per i gruppi di oggetti vettoriali.
Qui sotto: Esempio più complesso di combinazioni di elementi ed attributi propri a VML dentro il codice HTML.
Una forma definita da un file XML esterna è introdotta da l'elemento vmlframe su il quale un filtro e applicato. 
Altre forme periferiche sono calcate su una shapetype.
Ogni forma discendente di questa ultima può anche prendere i suoi propri attributi distinti del modello. L'insieme raggruppato dall'elemento "v:group" viene a suo tempo riprodotto da una nuova "vmlframe".
Queste proprietà permettono delle composizioni vettoriali molto ricche utilizzando poche scritture.
| File HTML <html xmlns:v> <style> v\:*{behavior:url(#default#VML);position:absolute} v\:shape{width:10000;height:10000} v\:group{width:1000;height:1000} </style> <body> <h1>VML COLORED FIREBALL</h1> <v:shapetype id="arw" path=" m,c2,2,4,5,6,11,5,8,3,5,,2,1,2,,1,,e" fillcolor="red"> <v:stroke color="yellow" weight="4" opacity=".4"/> </v:shapetype> <v:vmlframe src="ball.xml#ball" clip="t" size="32,32" style="top:55;width:580;height:550;background-color:white;filter:blur(Add=1,Strength=140)"/> <v:group id="gr1" style="left:80;top:25"> <v:shape type="#arw" style="left:65;top:50;width:55000;height:4000" fillcolor="aqua" strokecolor="lime"/> <v:shape type="#arw" style="left:460;top:80" fillcolor="fuchsia"/> <v:shape type="#arw" style="left:-1900;top:1430;width:5000;height:4000;rotation:50"/> </v:group> <v:vmlframe src="#gr1" style=" left:390;top:140;width:200;height:150"/> </body> </html> |

| File XML esterna: "ball.xml" <xml xmlns:v> <v:group id="ball" style="width:2000;height:2000"> <v:shape style="left:4;top:1" path="m9,1l9,r1,2l11,1r,2l12,2v,4,,7,-7,6l6,7,4,6r1,c6,6,6,5,3,4r1,l,2r3,l2,1r3,l4,xnse"> <v:fill color="red" color2="yellow" focusposition=".99,.8" focussize=".01,.01" type="gradientTitle"/> <v:shadow on="t" type="double" color="fuchsia" color2="yellow" opacity=".4" offset="-1pt,-.5pt" offset2="-2pt"/> </v:shape> </v:group> </xml> |

## Editori e logistica
Microsoft Office permette di pubblicare grafica VML senza tuttavia utilizzare integralmente i DOM di VML.

LibreOffice permette di creare delle cartelle sostituibili al seguito burocratico di Microsoft con
delle grafica convertite in VML.